# لويس بي. ماير (محامي)
لويس بي. ماير (بالإنجليزية: Louis B. Meyer)‏ هو قاضي ومحامي أمريكي، ولد في 1933، وتوفي في 1999.